# Alice: I giorni della droga
Alice: i giorni della droga è un libro controverso pubblicato negli Stati Uniti nel 1971. Il libro si presenta come il diario reale di un'anonima adolescente che è diventata dipendente dalla droga e vuole essere una testimonianza contro l'uso della stessa. Il diario ha suscitato molto clamore dopo la sua pubblicazione sia per gli argomenti trattati sia la sua effettiva autenticità in quanto, anche se ad oggi è ancora pubblicato come diario anonimo, la titolare del copyright dell'opera è Beatrice Sparks, una scrittrice e sedicente psicologa statunitense.
Il titolo originale della pubblicazione è Go ask Alice e prende spunto da un verso della canzone White Rabbit del gruppo rock-psichedelico Jefferson Airplane, il bianconiglio e Alice di cui parla metaforicamente il testo del brano sono i famosi protagonisti del romanzo Alice nel paese delle meraviglie di Lewis Carroll; in alcuni passaggi del diario la protagonista paragona il viaggio fantastico di Alice al proprio ingresso nel mondo delle droghe. Dal libro sono stati tratti un film per televisione nel 1973 e un'opera teatrale nel 1976.

## La trama
Le vicende narrate si svolgono tra il 1968 e il 1970. Il diario parla di temi importanti come la scuola, la dieta, la sessualità, l'accettazione sociale e la difficoltà di comunicazione coi suoi genitori. Inizialmente si presenta come una ragazza tranquilla e le sue preoccupazioni sono soprattutto il peso e un ragazzo che le piace da quando era piccola. Successivamente suo padre, un professore universitario, accetta una cattedra in un'altra università che si trova in un'altra città, così tutta la famiglia si trasferisce in una nuova casa. La protagonista inizia così a frequentare una nuova scuola dove inizialmente si sente emarginata, fortunatamente trova un'amica di nome Beth. Arrivata l'estate la scrittrice del diario torna nella sua città natale andando in vacanza dai nonni e qui rincontra una vecchia compagna di scuola, Jill, la quale l'invita a una festa. La protagonista è molto contenta dell'invito perché Jill era una ragazza molto popolare nella sua vecchia scuola. A questa festa però la ragazza proverà, involontariamente, per la prima volta l'LSD che le verrà sciolto in una bibita durante un gioco in cui anche altri ragazzi prenderanno l'acido. La festa risulterà molto divertente e per la scrittrice sarà un “viaggio” piacevole.
Nei giorni seguenti inizierà a frequentare la compagnia conosciuta alla festa e prenderà ripetutamente e volontariamente LSD e altre droghe come marijuana e sonniferi. Durante quei giorni sul suo diario oltre al racconto dei trip scriverà anche del leggero attacco di cuore accaduto al nonno, del suo primo rapporto sessuale e della conseguente paura di essere rimasta incinta. Finite le vacanze estive torna nella casa dei genitori dove inizia anche a prendere tranquillanti e in una boutique conosce la commessa di nome Chris che diventerà una sua grande amica e compagna di sballo. Le due conoscono due studenti universitari, Richie e Ted, con i quali avranno una relazione e che hanno grandi quantità di LSD e pastiglie, cosicché le due giovani iniziano a spacciare per conto dei relativi ragazzi e diventano molto popolari a scuola. In seguito però scoprono che i due studenti le stanno solo usando e così li denunciano alla polizia e decidono di fuggire a San Francisco. Si promettono di iniziare una nuova vita e di smetterla con la droga, trovano lavoro come commesse in due negozi diversi e per qualche settimana rigano dritto prima di ricascarci durante una festa. Un giorno a casa di Sheila, datrice di lavoro di Chris, provano anche per la prima volta l'eroina e vengono violentate da Sheila e dal suo compagno. Traumatizzate scappano a Berkeley dove aprono un negozio di monili. È un piccolo successo, ma stanche del duro lavoro e per la mancanza delle famiglie le ragazze tornano a casa dove passano un felice Natale. Tornata a scuola la protagonista si sente isolata e incompresa perché non vuole stare con i vecchi compagni di sballo e i ragazzi più tranquilli invece sembrano non accettarla per il suo passato di drogata e spacciatrice.
Le due ragazze ricascano nuovamente nel vortice delle droghe leggere e pesanti per farsi nuovamente accettare dal gruppo ma vengono scoperte dalla polizia e condannate alla libertà vigilata. Chris e la sua famiglia si trasferiscono in un'altra città così la scrittrice del diario si sente ancora più sola e decide di scappare di casa in quanto troppo oppressa dai genitori in seguito alla denuncia della polizia. La ragazza vaga tra una festa e l'altra senza meta e si prostituisce in cambio della droga. Durante questo periodo il racconto è sprovvisto di date ed è scritto non più sul diario ma su carta trovata in giro. Stremata e desiderosa di ritornare a casa si rivolge a un sacerdote che la rimette in contatto con la sua famiglia. Nuovamente a casa e dopo aver iniziato a scrivere un secondo diario è fermamente decisa di smettere definitivamente in quanto oltre alle varie brutte esperienze avute ha iniziato ad avere dei tremendi flashback. Sembra essere davvero sulla retta via anche grazie all'amore per Joel, un ragazzo che studia all'università dove insegna suo padre, ma il destino le ha riservato un altro terribile scherzo: così come era iniziata finirà la sua esperienza con le droghe, mentre fa la babysitter per la sorellina di una sua ex amica mangia del cioccolato in cui era disciolto LSD. La ragazza ha un bruttissimo trip durante il quale si ferisce e visti i suoi precedenti viene ricoverata coattivamente in un centro psichiatrico. Con l'aiuto della famiglia e del suo diario, sul quale può sfogare le sue paure, riesce a riprendersi anche da questo incidente ed esce presto dall'ospedale. Pian piano sta meglio e ritrova anche l'amore di Joel e nella parte finale dell'estate conosce anche delle ragazze tranquille che l'accettano. Tutto sembra concludersi per il meglio. La protagonista chiude il suo secondo diario, il giorno prima di iniziare un nuovo anno scolastico, ringraziandolo perché è anche per merito suo se non è impazzita e scrive che ora è davvero pronta a una vita autentica, senza droga e che avrà amici veri a cui confidare i suoi segreti e quindi non avrà più bisogno di un diario. Nell'epilogo viene spiegato che la scrittrice dei diari è morta tre settimane dopo e che non si sa quale sia precisamente la causa della morte anche se sembra essere dovuta a una quantità eccessiva di sonniferi.

## Controversie inerenti all'autore dell'opera
Il libro è stato pubblicato e presentato come il vero diario di una ragazza americana rimasta anonima ma tramite una ricerca sul copyright dell'opera si nota che è depositata come realizzata da Beatrice Sparks (nel libro invece appare stampato come solo proprietario del copyright l'editore Prentice-Hall). In un'intervista dell'ottobre 1979 con Alleen Nilsen per il "giornale della biblioteca di scuola", la Sparks ha sostenuto che “Alice: I giorni della droga” era davvero basato sui due diari di una ragazza che era stata sua paziente, ma che ad essi aveva aggiunto alcuni avvenimenti romanzati sulla base delle esperienze di altri ragazzi dall'adolescenza disturbata. Ha aggiunto che la ragazza reale non era morta di overdose, ma in un modo che potrebbe essere un incidente o suicidio. Inoltre ha dichiarato che non potrebbe produrre il diario originale, perché aveva distrutto parte di esso dopo la trascrizione e il resto era stato trattenuto dall'editore.
Nel libro "Il libro dei libri bugiardi" l'autrice Melissa Katsoulis fa riferimento all'autore dicendo che alla fine si rivelò essere "una mormone di mezza età assetata di vendetta".

## Nome della protagonista
Il nome della scrittrice del diario e protagonista del libro non viene mai citato nel testo. In un episodio del libro in cui la scrittrice si sta prostituendo, cita un commento di un osservatore, il quale lascia intendere che il nome della ragazza sia Carla. Si accenna brevemente a una ragazza chiamata Alice in un passo del diario durante il soggiorno della protagonista a Coos Bay in Oregon. Tuttavia alcuni recensori si riferiscono alla protagonista come “Alice” per errore o per convenienza, così come anche alcune copertine del libro. Anche nel film del 1973 e nell'opera teatrale il nome della protagonista è Alice.

## Censura
Visti i temi come l'instabilità, la droga, sesso e violenza trattati in maniera esplicita in “Alice: i giorni della droga”, i genitori conservatori hanno intentato varie cause per bandire il libro/diario dalle biblioteche scolastiche. Il libro è nella top 100 dei libri più contestati negli Stati Uniti.

## Adattamenti
Dal romanzo è stato tratto il film televisivo Alice e i giorni della droga, andato in onda nel 1973 su ABC, con Jamie Smith-Jackson, William Shatner, Ruth Roman, Wendell Burton, Julie Adams e Andy Griffith.
Nel 1976 è stata pubblicata da The Dramatic Publishing Company una versione del libro adattata sotto forma di sceneggiatura teatrale da Frank Shiras, che venne messa in scena da diverse scuole e compagnie teatrali.
Nel 2012 è stato pubblicato anonimamente il romanzo Lucy in the Sky, che racconta la storia di un'adolescente sprofondata nella tossicodipendenza e nell'alcolismo. Il libro è stato paragonato dalla critica ad Alice: i giorni della droga, che lo ha considerato negativamente come una copia modernizzata del romanzo del 1971.